# Wolverhampton South East
Circonscription parlementaire de la Chambre des communes
La circonscription de Wolverhampton South East est une circonscription située dans le West Midlands et représentée à la Chambre des communes du Parlement britannique.

## Géographie
La circonscription comprend :
- La ville de Bilston
  - Le quartier de Bradley
- Les banlieues de Coseley, Lanesfield, Monmore Green, Portobello, St. Chad et The Lunt

## Députés
Les Members of Parliament (MPs) de la circonscription sont :
| Législature                               | Années       | Député        | Député         | Parti        |
| ----------------------------------------- | ------------ | ------------- | -------------- | ------------ |
| Wolverhampton South East issue de Bilston |              |               |                |              |
| 46e                                       | 1974–1974    |               | Robert Edwards | Travailliste |
| 47e                                       | 1974–1979    |               | Robert Edwards | Travailliste |
| 48e                                       | 1979–1983    |               | Robert Edwards | Travailliste |
| 49e                                       | 1983–1987    |               | Robert Edwards | Travailliste |
| 50e                                       | 1987–1992    | Dennis Turner |                | Travailliste |
| 51e                                       | 1992–1997    | Dennis Turner |                | Travailliste |
| 52e                                       | 1997–2001    | Dennis Turner |                | Travailliste |
| 53e                                       | 2001–2005    | Dennis Turner |                | Travailliste |
| 54e                                       | 2005–2010    | Pat McFadden  |                | Travailliste |
| 55e                                       | 2010–2015    | Pat McFadden  |                | Travailliste |
| 56e                                       | 2015–2017    | Pat McFadden  |                | Travailliste |
| 57e                                       | 2017–2019    | Pat McFadden  |                | Travailliste |
| 58e                                       | 2019–Présent | Pat McFadden  |                | Travailliste |

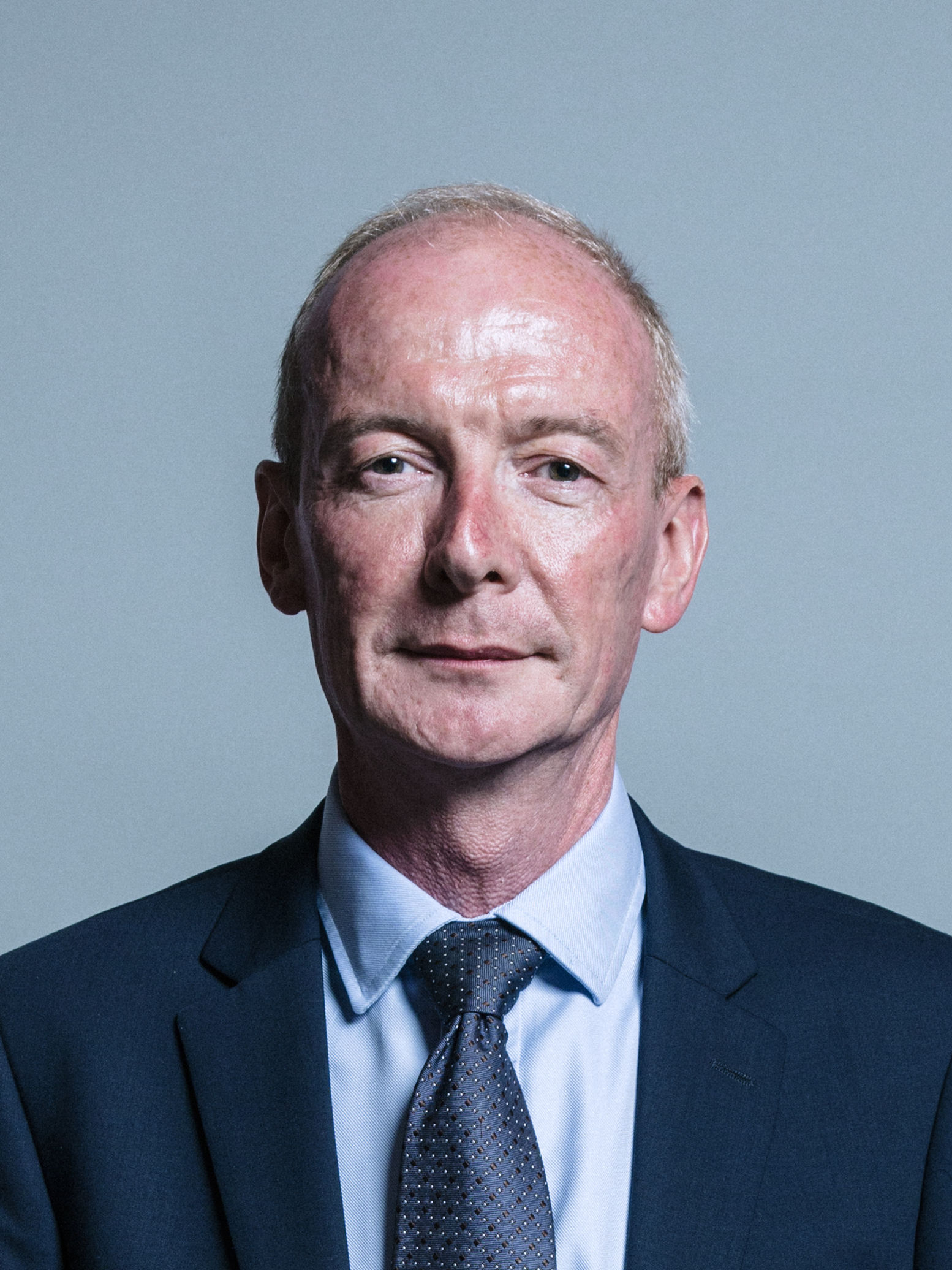
Pat McFadden (2005-Présent)